# たらし焼き
たらし焼き（たらしやき）は埼玉県秩父地方の郷土料理。

## 概要
秩父地域や加須市などで農作業の合間の小休止に食べられていた料理である。このように農作業の合間に食べる食事を秩父地域では「小昼飯」と呼び、たらし焼き以外にもみそポテト、おっきりこみなどが代表的な料理である。
小麦粉を水に溶いた生地を焼いた料理で、細かく刻んだ野菜や残っていた飯を混ぜ込むこともある。使用される具材は季節や家庭によって異なる。秩父地域ではしゃくし菜の漬物を油炒めにして入れることも多い。味噌を生地に入れたり、砂糖と醤油で作ったタレを付けることが多いが、ソースやマヨネーズをかけることもある。
この地域では、小麦の栽培も盛んであり、うどんや饅頭ほどには作る手間もかからずに簡単に作れることから、おやつとしても重宝された料理である。
生地を「たらして焼く」ことから「たらし焼き」と名付けられたとされる。
秩父地域では飲食店や道の駅などで販売される他、居酒屋などでも酒の肴としてたらし焼きを提供する店が登場するようになった。